# Anders Edblad

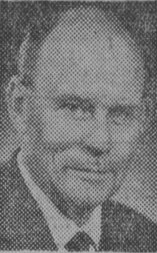
Anders Edblad

Anders Torsten Edblad, född 28 oktober 1902 i Sundsvall, död 28 oktober 1985 i Varberg, var en svensk arkitekt.
Edblad, som var son till köpman Thorsten Edblad och Gerda Broman, avlade i studentexamen i Nyköping 1922 och utexaminerades från Kungliga Tekniska högskolan 1927. Han var arkitekt hos Allan Christensen & Co i Stockholm 1927–1928, på Kooperativa förbundets arkitektkontor 1928–1935, bedrev egen konsulterande verksamhet i Karlskrona 1935–1953, i Ronneby 1953–1961 och i Lidköping från 1961. Han var stadsarkitekt i Ronneby stad och angränsande distrikt 1953–1961 och i Lidköpings stad 1961–1969. Han utförde bland annat Karlskrona Porslinsfabrik, Blekinge läns landstings kanslibyggnad och arbetsträningsinstitut i Karlshamn.